# Deep, Deep Trouble
Deep, Deep Trouble è una canzone de I Simpson estratta dall'album The Simpsons Sing the Blues. Fu pubblicata come secondo singolo dell'album nel 1991. Fu prodotto da John Boylan e da DJ Jazzy Jeff.
La canzone si può sentire per pochi secondi nell'episodio: Bart il genio.

## Tracce
1. Deep, Deep Trouble (LP Version) - 4:07
2. Deep, Deep Trouble (Dance Mix edit) - 4:11
3. Deep, Deep Trouble (Full Dance Mix) - 5:48
4. Springfield Soul Stew - 2:35

## Video musicale
Fu pubblicato un video musicale. La clip era ambientata in un barbiere ed era tratta dal corto Bart's Haircut de I corti.